# جامع ملا احمد كرده (حبيب بن زيد)
جامع ملا أحمد كرده أو مسجد حبيب بن زيد، يعتبر من مساجد العراق الأثرية القديمة، ولقد بني في عهد الدولة العثمانية عام 1329 هـ/1911م، في منطقة الزوية في مدينة كركوك، في محلة إمام قاسم، وتبلغ مساحة المسجد حوالي 600م2، وهدم المبنى ثم اعيد ترميمه وبنائه في عام 2006م، ولكن محيت بعض معالمهُ التراثية، وسمي الجامع نسبة إلى الإمام والملا أحمد الكردي، وهو أول إمام وخطيب للجامع، ويحتوي الحرم على مصلى واسع يتسع لأكثر من 800 مصل، وتعلو المبنى منارتين لمئذنتين صغيرتين، وتقام في الجامع حالياً صلاة الجمعة وصلاة العيدين والصلوات الخمس.